# Air et Cosmos
Air et Cosmos je francouzský časopis, který se zabývá aerokosmonautikou, letectvím a leteckým průmyslem. První číslo vyšlo 25. března 1963. Časopis je předním oborovým časopisem ve francouzském jazyce; a jedním ze tří nejlepších oborových časopisů, další dva jsou anglicky psané publikace Aviation Week & Space Technology a Flight International.
Vlastníkem časopisu je společnost Discom, která jej koupila v roce 2013.

## Dějiny
V roce 1963 začalo mnoho přispěvatelů z Les Ailes („Křídla“, vycházel 1921–1963) publikovat také v Air et Cosmos. Zakládající vydavatel Eugène Bollard uvedl, že časopis se bude zabývat fanoušky letectví, podporou letectví, komerčním letectvím, leteckým průmyslem, kosmickým průmyslem, vojenským letectvím, všeobecným letectvím a zájmy mládeže. První šéfredaktor Jean-Marie Riche byl předtím zástupcem šéfredaktora časopisu Les Ailes.
První zástupce šéfredaktora, Roland Desbarbieux, byl dříve zástupcem šéfredaktora v L'Air et l'Espace.
Na konci 80. let 20. století časopis koupila společnost Revenu Multimedia Roberta Monteuxe.
V roce 2013 společnost Revenu Multimedia prodala časopis společnosti Discom Huberta de Caslou.

## Air & Cosmos International
Air & Cosmos International jsou webové stránky v angličtině vydávané společností Air & Cosmos a odvozené z obsahu časopisu ve francouzštině.